# Massive Addictive
«Massive Addictive» — третій студійний альбом шведського павер-металкор-гурту Amaranthe. Реліз відбувся 21 жовтня 2014. Перший альбом із гроулінгом Генріка Енґлунда Вільємссона.

## Список композицій
Автор музики і слів Олоф Морк, Джейк І. Лундберг та Еліз Рюд, окрім вказаних. 
| #     | Назва                                     | Тривалість |
| ----- | ----------------------------------------- | ---------- |
| 1.    | «Dynamite»                                | 3:14       |
| 2.    | «Drop Dead Cynical»                       | 3:17       |
| 3.    | «Trinity»                                 | 3:11       |
| 4.    | «Massive Addictive»                       | 3:29       |
| 5.    | «Digital World»                           | 3:17       |
| 6.    | «True»                                    | 3:30       |
| 7.    | «Unreal»                                  | 3:36       |
| 8.    | «Over and Done» (Mörck, Jake E)           | 3:38       |
| 9.    | «Danger Zone»                             | 3:01       |
| 10.   | «Skyline»                                 | 3:39       |
| 11.   | «An Ordinary Abnormality» (Mörck, Jake E) | 3:28       |
| 12.   | «Exhale» (Mörck, Jake E)                  | 3:43       |
| 41:11 |                                           |            |

| Бонусні треки розширеного та японського видання | Бонусні треки розширеного та японського видання | Бонусні треки розширеного та японського видання |
| #                                               | Назва                                           | Тривалість                                      |
| ----------------------------------------------- | ----------------------------------------------- | ----------------------------------------------- |
| 13.                                             | «Trinity» (Acoustic)                            | 3:20                                            |
| 14.                                             | «True» (Acoustic)                               | 3:23                                            |
| 47:53                                           |                                                 |                                                 |

| Бонусний трек Spotify | Бонусний трек Spotify         | Бонусний трек Spotify |
| #                     | Назва                         | Тривалість            |
| --------------------- | ----------------------------- | --------------------- |
| 13.                   | «1.000.000 Lightyears» (Live) | 3:26                  |
| 44:37                 |                               |                       |

## Учасники запису
- Еліз Рюд — чистий жіночий вокал
- Джейк І. Лундберг — чистий чоловічий вокал
- Генрік Енґлунд Вільємссон — гроулінг
- Олоф Морк — гітара, клавішні
- Йоган Андреассен — бас-гітара
- Мортен Лове Сорен — ударні

## Чарти
| Чарт (2014)                     | Місце |
| ------------------------------- | ----- |
| Belgian Albums Chart (Фландрія) | 194   |
| Finnish Albums Chart            | 6     |
| German Albums Chart             | 89    |
| Japanese Albums Chart           | 14    |
| Swedish Albums Chart            | 18    |
| Swiss Albums Chart              | 53    |
| Billboard 200                   | 105   |
| US Top Rock Albums              | 25    |
| US Top Hard Rock Albums         | 3     |
| US Heatseekers Albums           | 1     |